# Арбен
Арбен (фр. Arbin) насеље је и општина у источној Француској у региону Рона-Алпи, у департману Савоја која припада префектури Шамбери.
По подацима из 2011. године у општини је живело 790 становника, а густина насељености је износила 461,99 становника/km². Општина се простире на површини од 1,71 km². Налази се на средњој надморској висини од 282 метара (максималној 499 m, а минималној 271 m).

## Демографија
| 1962. | 1968. | 1975. | 1982. | 1990. | 1999. | 2011. |
| ----- | ----- | ----- | ----- | ----- | ----- | ----- |
| 281   | 322   | 553   | 732   | 815   | 713   | 790   |

График промене броја становника у току последњих година